# Былина, Александр Иванович
Алекса́ндр Ива́нович Были́на (бел. Аляксандр Іванавіч Быліна; род. 26 марта 1981, Минск) — белорусский футбольный защитник, скаут и тренер.

## Клубная карьера
Начинал карьеру в минских клубах, потом играл за «Шахтёр» и «Гранит». С 2010 года выступал за бобруйскую «Белшину». В 2011 году закрепился в основном составе бобруйского клуба.
В январе 2013 года перешёл в «Днепр», где стал игроком основы. Выступал на позиции крайнего (левого или правого) защитника. Июль 2013 года пропустил из-за травмы, позже вернулся в основной состав.
В январе 2014 года подписал контракт со «Слуцком», где был основным левым защитником. В декабре 2014 года соглашение с клубом было разорвано.
С начала 2015 года тренировался с клубом «Звезда-БГУ». В апреле подписал контракт с этим клубом. Был игроком основного состава.
В январе 2016 года вернулся в «Слуцк». Сезон 2017 начинал в основе, однако позже потерял место в составе. По окончании сезона в ноябре 2017 года разорвал контракт с клубом.
В начале 2018 года тренировался с «Крумкачами», а в марте — с клубом «Ошмяны-БГУФК». Позднее подписал контракт со столичной командой. В январе 2019 года продлил контракт с клубом. В начале сезона 2019 практически не появлялся на поле, с июля стал чаще выходить в основе. В январе 2020 года покинул НФК.

### Карьера футбольного функционера
В феврале 2020 года стало известно, что Былина назначен селекционером в минское «Динамо». С апреля 2021 назначен главой селекционного отдела в футбольном клубе «РУХ» Брест. С января 2022 года тренер-аналитик в основной команде ФК Динамо Минск. С января 2024 года старший тренер в основной команде  ФК  Динамо  Минск.

## Достижении
- Кубок Белоруссии: 2004/05
- Бронзовый призёр чемпионата Белоруссии (2): 2005, 2007